# Lobelia amoena
Lobelia amoena är en klockväxtart som beskrevs av André Michaux. Lobelia amoena ingår i släktet lobelior, och familjen klockväxter. Inga underarter finns listade i Catalogue of Life.

## Bildgalleri

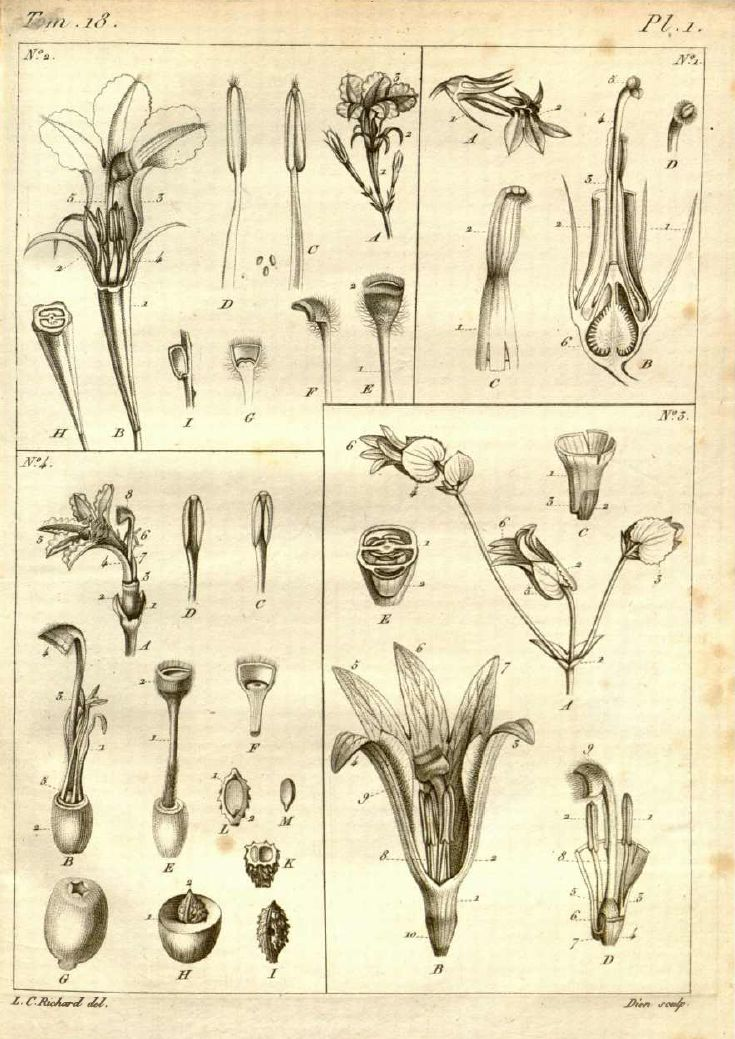